# ГЕС Педра-до-Кавало
ГЕС Педра-до-Кавало (Pedra do Cavalo) — гідроелектростанція на сході Бразилії у штаті Баїя.
У 1985 р. з метою організації протиповеневого захисту звели греблю на річці Парагуасу, котра тече на схід із прибережного хребта та впадає в Атлантичний океан у столиці штату місті Салвадор. Її перекрили кам'яно-накидною спорудою висотою 142 м та довжиною 470 м, яка утримує водосховище з площею поверхні до 186 км2 та об'ємом 4,5 млрд м3 (корисний об'єм 1,6 млрд м3). Гребля була готова у вересні 1985-го, а вже в грудні того ж року велика повінь заповнила водойму, піднявши рівень більш ніж на тридцять метрів.
У 2005 р. комплекс доповнили функцією виробництва електроенергії. Пригреблевий машинний зал обладнали двома турбінами типу Френсіс потужністю по 80 МВт, що працюють при напорі у 105 м та мають забезпечувати виробництво 530 млн кВт·год електроенергії на рік.
Також можна відзначити, що комплекс забезпечує водопостачання кількох мільйонів осіб, включаючи мешканців міста Салвадор.